# Albert-Paul Guilmet
Albert-Paul Guilmet, né le 24 août 1853 à Château-du-Loir et mort le 19 mai 1924 à Calais, est un peintre, graveur et conservateur de musée français.

## Biographie
Albert-Paul Guilmet est le fils de Charles Louis Guilmet (1825-1892), limonadier, et de Louise Félicité Catherine Voisin.
Élève de Léon Bonnat et de Jean-Paul Laurens, il expose au Salon à partir de 1878.
En 1884, il épouse Élisabeth Léontine Christine Gallet.
Professeur à l'école d'art décoratif de Calais, il obtient le poste de conservateur du Musée des Beaux-Arts de Calais. Souhaitant procéder à un nouvel inventaire, il inspecte le musée de la place d'armes (ancien hôtel de ville du vieux Calais) et découvre dans les combles de l'ancien collège de jeunes filles un tableau de Rembrandt.
Il meurt à son domicile de Calais à l'âge de 70 ans.

## Distinction
- Officier de l'Instruction publique

## Œuvres exposées aux Salons parisiens
- Le Tyrol, au Salon de 1878, 3 gravures à l'eau-forte
- Ferme à Gournay (Seine-et-Oise), au Salon de 1879
- Portrait de M. M., au Salon de 1880
- Jeune veuve, au Salon de 1880, aquarelle
- Environs de Paris, au Salon de 1880, aquarelle
- Coupe de bois taillis, au Salon de 1881
- Madame de Pompadour jouant devant Louis XV, d’après Cochin, au Salon de 1882, eau-forte
- Portrait de Mme *, au Salon de 1884
- Portrait de M. V. O., au Salon de 1886
- Les Dunes à Calais, au Salon de 1895, aquarelle
- Intérieur, tyrolien ; les deux frères, au Salon de 1895, eau-forte
- Portrait du Dr L., Sénateur, au Salon de 1896
- Madame de Pompadour, jouant devant Louis XV, et la Cour, d’après une gouache de Cochin, au Salon de 1896, eau-forte
- Bal du Moulin-de-la-Galette, à Montmartre, d’après le tableau de M. Renoir, au Salon de 1896, eau-forte
- Un Panneau, au Salon de 1897
- Vues de Monaco et de Villefranche, au Salon de 1897, eaux-fortes
- Rentrée du troupeau, au Salon de 1898, aquarelle
- Mlle Béjart, comédienne de la troupe de Molière, au Salon de 1898, eau-forte
- Un Moulin, au Salon de 1901, eau-forte
- Calais vu des hauteurs de Coquelles, au Salon de 1902
- Plage de Wissant (Pas-de-Calais), au Salon de 1914